# Steendijkpolder (Metro de Roterdão)
Steendijkpolder é uma das estações da linha B do metro de Roterdão, localizada na cidade de Maassluis.